# Île Dingo
L’île Dingo est une îlot de Nouvelle-Calédonie appartenant administrativement à Boulouparis.
Il s'agit d'un simple rocher. 